# Gloucester

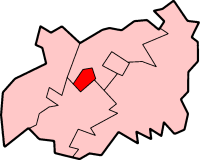
Lage in Gloucestershire

Gloucester [ˈɡlɒstər] ⓘ ist eine Stadt im Südwesten Englands, nahe der Grenze zu Wales. 2016 betrug die Bevölkerungszahl rund 128.000 Einwohner. Gloucester ist der traditionelle Verwaltungssitz der Grafschaft Gloucestershire. Zusammen mit dem benachbarten Cheltenham ist die Stadt Sitz der University of Gloucestershire.
Gloucester selbst liegt am linken, dem östlichen Ufer des Severn, etwa 185 Kilometer in westnordwestlicher Richtung von London. Es wird umgeben von den Cotswolds im Osten, während die Malvern Hills und der Forest of Dean sich im Westen und Nordwesten erheben.

## Sehenswürdigkeiten
Die Kathedrale der Heiligen Dreifaltigkeit von Gloucester in der Nähe des Flusses im Norden der Stadt steht auf Fundamenten einer alten Klosteranlage aus dem Jahre 681, die St. Peter gewidmet war. Hier wurde König Eduard II. von England beigesetzt. Heinrich VIII löste die Abtei auf und im Jahr 1541 wurde diese Kirche zur Kathedrale der neuen Diözese Gloucester erhoben.
Zahlreiche Giebel- und Fachwerkhäuser der mittelalterlichen Zeit Gloucesters sind bis heute erhalten. Am Schnittpunkt der vier Hauptstraßen der Stadt steht das Tolsey, das Rathaus der Stadt, das durch einen modernen Bau 1894 ersetzt wurde. Keines der früheren öffentlichen Bauwerke ist mit Ausnahme des New Inn in der Northgate Street (1450) erhalten. Das New Inn wurde für die Pilger zum Schrein Eduards II. durch Abbot Sebroke erbaut.
Neben zahlreichen Kirchen bestehen in Gloucester noch mehrere kleinere Kapellen.
Vier Kirchen heben sich in ihrer Bedeutung voneinander ab:
- St. Mary de Lode, mit einem Turm und der Kanzel aus normannischer Zeit, die auf einer römischen Tempelanlage errichtet worden und damit die erste christliche Kirche in Britannien sein soll.

- St. Mary de Crypt, aus dem 12. Jahrhundert, mit späteren Anbauten und dem sehenswerten Turm.
- die Kirche St. Michael, die einst mit der alten Abtei von St. Peter verbunden gewesen sein soll und

- die Kirche St. Nicholas, ursprünglich ein normannisches Bauwerk, deren Turm und Anbauten aus späteren Zeiten stammen.

In Nachbarschaft zu St. Mary de Crypt sind noch Überreste der Klöster der Greyfriars und Blackfriars erhalten. Auch Teile der Stadtmauern sind hier zu sehen.

## Geschichte
Die historische Überlieferung einer britischen Siedlung bei Gloucester (Caer Glow, Gleawecastre, Gleucestre) kann nicht durch urkundliche Beweise bestätigt werden. Während der römischen Besatzung war Gloucester identisch mit der Garnison oder Kolonie von Glevum, die während der Regentschaft des Nerva gegründet wurde. Teile der damaligen Wallanlagen können nachgewiesen werden, zahlreiche archäologische Funde wie Scherben und Münzen belegen dies. Inschriften sind dagegen kaum erhalten. Belege für das Überdauern der Siedlung nach Ende der römischen Besatzung finden sich in der Historia Brittonum, wo berichtet wird, dass der Großvater des Vortigern Gloucester regiert haben soll. Mit der Schlacht von Deorham 577 wurde Gloucester eine Besitzung von Wessex.
Aufgrund der idealen Flusslage wurde 681 die Abtei von St. Peter durch Æthelred gegründet, die der Stadt zu einer Blüte verhalf; noch vor der Eroberung Englands durch die Normannen, wurde das Borough (ein Verwaltungsgebiet) durch einen Portreeve regiert, der in einem Schloss, das als königliche Residenz genutzt wurde, residierte.
Der erste normannische Herrscher, Earl Godwine, wurde fast ein Jahrhundert später durch Robert von Gloucester abgelöst. König Heinrich II. von England verlieh in einer Charta des Jahres 1155 den Bürgern der Stadt die gleichen Rechte wie den Einwohnern Londons und Winchesters. Mit der zweiten Charta Heinrichs II. wurde die freie Passage über den Severn garantiert. Die erste Charta wurde 1194 durch König Richard I. bestätigt. Mit der Charta von König Johann Ohneland aus dem Jahre 1200 wurden die Rechte der Stadt erheblich ausgeweitet.
Ein Hauptstandbein der lokalen Wirtschaft im Spätmittelalter war das Textilhandwerk. Zu Zeiten der Deutschen Hanse hegten die Tuchmacher von Gloucester rege Geschäftskontakte mit den deutschen Kaufleuten im Londoner Stalhof; letztere sollen um 1470 in Gloucester 5000 Pfund Kreidt-Schulden gehabt haben.
Die Schlacht um Gloucester 1643 war einer der wichtigsten Kämpfe des Englischen Bürgerkrieges, aus denen die Parlamentarischen Truppen siegreich hervorgingen.
Bis zum Bau der Severn Bridge 1966 war Gloucester der niedrigste Querungspunkt des Flusses. Dort befindet sich eine Straßenbrücke (Over Bridge), die noch von Thomas Telford 1829 errichtet wurde und bemerkenswert für ihren sehr flachen Bogenaufbau ist. Aber aufgrund ihrer Zierlichkeit und ihrer schmalen Breite wird sie nicht mehr für den Verkehr benutzt. Seit 1974 wurde ihr eine moderne Straßenbrücke parallel hinzugefügt.
Eine der seltsamsten britischen Traditionen, die seit 200 Jahren ausgeübt wird, deren Ursprung jedoch unbekannt ist, findet am letzten Wochenende im Mai auf Coopers Hill, Gloucester, statt – das jährliche Käserollen.
Am 23. Juli 2007 wurde Gloucester von einer Jahrhundertflut heimgesucht, die große Teile der Stadt überflutete.

## Wirtschaft
In Gloucester wird bei Safran Landing Systems das Hauptfahrwerk für das Langstrecken-Großraumflugzeug Airbus A350 XWB gefertigt.
Gloucester besitzt einen Hafen, der den Gloucester-und-Sharpness-Kanal mit der Schiffung auf dem Severn verbindet. Damit wird es Schiffen ermöglicht, trotz des Tidenhubs des Flusses die Docks zu erreichen. Bis in die 1980er Jahre hinein verfiel das frühere Hafenviertel mit den Lagerhäusern und Speichern, bis schließlich die Erneuerung des Stadtteils wieder Leben in das Viertel brachte. Inzwischen ist hier auch das National Waterways Museum untergebracht, ein Ankerpunkt der Europäischen Route der Industriekultur (ERIH) sowie zahlreiche hochwertige Appartements, Geschäfte und Bars.
Der Flughafen Gloucestershire liegt etwa 6 km nordöstlich der Stadt.

## Sport
Mit Abstand beliebteste Sportart in Gloucester ist Rugby Union. Der Verein Gloucester Rugby ist in der höchsten englischen Liga vertreten und spielt im Kingsholm Stadium.
Gloucester war unter anderem einer der Austragungsorte bei der Rugby-Union-Weltmeisterschaft 1991 und der Rugby-Union-Weltmeisterschaft 2015.

## Politik

### Stadtrat
- Labour: 7
- LibDem: 17
- Cons.: 11
- Unabh.: 4

Mind. Reg. LibDem

## Partnerstädte
- Trier in Deutschland, seit 29. Juni 1959
- Metz in Frankreich
- Gouda in den Niederlanden

## Persönlichkeiten

### Söhne und Töchter der Stadt
- Isabella von England (1214–1241), als Gemahlin des Kaisers Friedrich II. von 1235 bis 1241 Kaiserin des Heiligen Römischen Reiches
- Eleanor von England (um 1215–1275), Countess of Pembroke und Countess of Leicester, Tochter des englischen Königs Johann Ohneland
- John Taylor (1578–1653), Dichter
- William Hayes (1708–1777), Organist und Komponist
- Ebenezer Kinnersley (1711–1778), US-amerikanischer Forscher; Mitentdecker der Elektrizität
- George Whitefield (1714–1770), Prediger und Mitbegründer des Methodismus
- Capel Bond (1730–1790), Organist, Dirigent und Komponist
- Robert Raikes (1735–1811), Zeitungsverleger und Sozialreformer, Begründer der Sonntagsschulen
- John Stafford Smith (1750–1836), Sänger (Tenor), Komponist und Musikwissenschaftler
- John Gully (1783–1863), Boxer und Politiker
- Charles Wheatstone (1802–1875), Physiker
- George Washborne Morgan (1822–1892), Organist und Komponist
- Herbert Vaughan (1832–1903), römisch-katholischer Theologe und Kardinal
- William Ernest Henley (1849–1903), Schriftsteller
- Thomas Samuel Humpidge (1853–1887), Chemiker
- Hubert Cecil Booth (1871–1955), Ingenieur
- Grantley Goulding (1874–1947), Leichtathlet; Teilnehmer der ersten Olympischen Sommerspiele
- Winifred Cullis (1875–1956), Physiologin und Hochschullehrerin
- M. Philips Price (1885–1973), Politiker (Labour)
- Louise Doris Adams (1889–1965), Mathematikerin und Schulinspektorin
- Cecil C. Goldsmith (1889–1972), Sprachlehrer und Generalsekretär der Internacia Esperanto-Ligo
- Edith Tolkien (1889–1971), Ehefrau des britischen Schriftstellers J. R. R. Tolkien
- Ivor Gurney (1890–1937), Komponist und Dichter
- Marjorie Fielding (1892–1956), Schauspielerin
- Dorothy Wilding (1893–1976), Fotografin
- Herbert Sumsion (1899–1995), Organist
- John Dykes Bower (1905–1981), Organist
- Berkely Mather (1909–1996), Schriftsteller
- James Innell Packer (1926–2020), anglikanischer Theologe und evangelikaler Autor
- Susan Sallis (1929–2020), Schriftstellerin
- John Dixon Hunt (* 1936), Historiker
- Geoffrey Leech (1936–2014), Philologe und Sprachwissenschaftler
- R. M. W. Dixon (* 1939), Sprachwissenschaftler
- Glyn Ford (* 1950), Politiker
- Janet Royall (* 1955), Politikerin
- Tina May (1961–2022), Jazz-Sängerin
- Richard Phelps (* 1961), Pentathlet
- David Lawrence (1964–2025), Cricketspieler
- Vito Petrella (* 1965), italienischer Sprinter
- Fiona Geaves (* 1967), Squashspielerin
- Lorraine Shaw (* 1968), Hammerwerferin
- Jean Jacques Smoothie (* 1969), House-Produzent und DJ
- Christopher Whitehead (* 1969), römisch-katholischer Geistlicher, Bischof von Plymouth
- Simon Pegg (* 1970), Komiker, Schauspieler und Drehbuchautor
- Alex Stait (* 1979), Squashspieler
- Dan Harding (* 1983), Fußballspieler
- Natasha Page (* 1985), Ruderin
- Vicky Holland (* 1986), Triathletin
- Robbie Temple (* 1986), Squashspieler
- William Moseley (* 1987), Filmschauspieler
- Callum MacLeod (* 1988), Rennfahrer
- Julianne Courtice (* 1991), Squashspielerin
- Nathan Sykes (* 1993), Sänger der Band The Wanted
- Ethan Ingram (* 2003), Fußballspieler

### Personen, die mit Gloucester verbunden sind
- Samuel Turner (1759–1802), Diplomat und Offizier der britischen Ostindien-Kompanie
- Samuel Sebastian Wesley (1810–1876), Kirchenmusiker und Komponist, wirkte von 1865 bis zu seinem Tod 1876 an der Kathedrale von Gloucester
- Frederick West (1941–1995), Serienmörder